# Julieta Brodsky
Julieta Brodsky Hernández (Santiago, 10 de octubre de 1983) es una antropóloga y política chilena. Entre marzo de 2022 y marzo de 2023 se desempeñó como ministra de las Culturas, las Artes y el Patrimonio, bajo el gobierno del presidente Gabriel Boric.

## Biografía
Es hija de Pablo Augusto Brodsky y de Paula Hernández Solimano. Es nieta del periodista Luis Hernández Parker por parte de su madre, nieta de Manuel Solimano Rebutti, pintor y amigo de Pablo Neruda, sobrina de Ricardo Brodsky, ex director del Museo de la Memoria y los Derechos Humanos, y del escritor Roberto Brodsky, y prima de Varinia Brodsky, actual directora del Museo Nacional de Bellas Artes.
Pasó su infancia en la localidad de Tongoy, en la Región de Coquimbo.
Estudió antropología social y cultural de la Universidad de Granada (España), y es egresada del magíster en Antropología Urbana de la Universidad Academia de Humanismo Cristiano. Además, es Diplomada en Promoción y Gestión de Derechos Culturales. 

## Trayectoria profesional
Desde 2011 ejerce como directora de Investigación del Observatorio de Políticas Culturales (OPC). A su vez, también es socia de la Asociación Cultural Tramados.
Fue Coordinadora del Programa de Integración Sociofamiliar Fosis en Senda de 2011 a 2012, delegada del Observatorio de Políticas Culturales en el programa Trama de la Red de Trabajadores de la Cultura de 2014 a 2017 e investigadora y desarrolladora de contenido en la Corporación Cultural Tramados de 2017 a 2019. En 2018 realizó en Argentina un diplomado en Promoción y Gestión de Derechos Culturales de la Universidad de Buenos Aires.

### Investigación
Brodsky es coautora de diversos estudios publicados en el área cultural, como “El escenario del trabajador cultural en Chile”, “El papel de las políticas públicas en las condiciones laborales de los músicos en Chile” y “¿Cómo se sustenta el Teatro en Chile?”. También escribió el documento “Agenda Trama: Recomendaciones para el desarrollo de las artes en Chile”.

## Trayectoria política
Fue militante del partido Convergencia Social -hoy Frente Amplio- e integrante del Frente de Cultura de dicha tienda política.
El 21 de enero de 2022 fue nombrada como la nueva ministra de las Culturas, las Artes y el Patrimonio durante el gobierno de Gabriel Boric. Asumió el cargo el 11 de marzo de 2022 y finalizó el 10 de marzo de 2023, siendo reemplazada por Jaime de Aguirre.
En febrero de 2024 asumió el cargo de directora de la Corporación Cultural de Peñalolén en la municipalidad de dicha comuna.
Es una férrea crítica del gobierno de Sebastián Piñera, a quien acusó de no priorizar la agenda cultural durante su gestión.

### Controversias
En abril de 2022 durante una entrevista al canal CNN Chile, la ministra Brodsky señaló que el derecho de autor debería tener "ciertos límites", porque de lo contrario podían limitar el acceso a la cultura; esto lo señaló a raíz de una norma rechazada por la Convención Constitucional que abordaba el límite del derecho de autor en favor de promover el dominio público. Dichas palabra generaron malestar en el gremio ChileActores, quienes exigieron la disculpa de la ministra por sus dichos.
El 14 de octubre de 2022 una polémica se generó a consecuencia de la filtración de antiguos tuits de varios ministros del gobierno de Gabriel Boric, entre ellos el ministro de Economía Nicolás Grau, la Ministra de la Mujer y Género Antonia Orellana, la Ministra de Bienes Nacionales Javiera Toro y la ministra Brodsky; esta última fue cuestionada por mensajes que emitió contra las mujeres de la institución de Carabineros de Chile; la oposición al gobierno acusó a la ministra de denigrar a otras mujeres y faltarle el respeto a la institución de Carabineros.
A raíz de esta controversia, varios ministros tuvieron que salir a dar explicaciones y retractarse de sus dichos, entre ellos la ministra Brodsky, quien dijo en un punto de prensa que esos dichos no representan al gobierno y que Carabineros de Chile cuentan con todo su respaldo.
En marzo de 2023, tras 12 meses en el cargo, fue removida como ministra y reemplazada por Jaime de Aguirre.